# Flatocerus daqingshanensis
Flatocerus daqingshanensis är en insektsart som beskrevs av Zheng, Z. och G. Jiang 1998. Flatocerus daqingshanensis ingår i släktet Flatocerus och familjen torngräshoppor. Inga underarter finns listade i Catalogue of Life.